# Стара Сага
Стара Сага — річка стариця в Україні, у Миргородському районі Полтавської області. Ліва притока Хоролу (басейн Дніпра).

## Опис
Довжина річки приблизно 5,7 км.

## Розташування
Витікає з річки Хорол на південно-західній околиці Зуївці. Спочатку тече на південний схід, потім на південний і північний захід. Біля села Сажка впадає у річку Хорол, праву притоку Псла.